# Целлюлаза

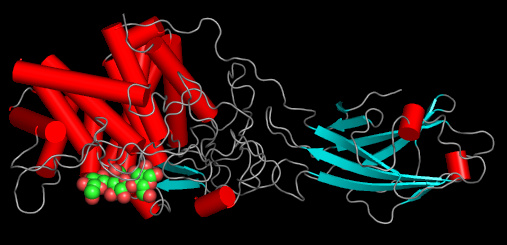
Модель структуры целлюлазы грибка Thermomonospora fusca,.

Целлюлаза — фермент, принадлежащий к классу гидролаз, катализирующий гидролиз β(1,4)-гликозидных связей в целлюлозе с образованием глюкозы или дисахарида целлобиозы.
Содержится в проросшем зерне, грибах, у многих бактерий, а также имеется у ряда животных, которые питаются древесиной (насекомые-ксилофаги, корабельный червь). Способность травоядных животных переваривать клетчатку обусловлена наличием в их желудке, главным образом в рубце, симбиотических микроорганизмов, способных выделять целлюлазу.
В производстве данный фермент применяется для удаления целлюлозы из различных пищевых продуктов, а также с целью превращения целлюлозы в сахар.

## Использование

### В промышленности
Целлюлаза используется в пищевой промышленности. Например, добавление целлюлазы обеспечивает гидролиз целлюлозы клеточных оболочек кофейных зёрен. Также препараты целлюлазы находит применение в текстильной и целлюлозно-бумажной промышленности. Ведутся работы по экспериментальному использованию целлюлаз для ферментации биомассы при производстве биотоплива.

### В медицине
Препарат целлюлазы в ряде случаев применяется для лечения фитобезоара (одна из форм желудочного безоара). Также в медицине ведутся работы по использованию целлюлазы для деградации бактериальных биопленок. Расщепление целлюлазой β(1-4)-гликозидных связей полимеров экзополисахаридного матрикса микроорганизмов в биопленках может быть перспективным методом для их устранения.